# STMN1
STMN1 (англ. Stathmin 1) – білок, який кодується однойменним геном, розташованим у людей на короткому плечі 1-ї хромосоми. Довжина поліпептидного ланцюга білка становить 149 амінокислот, а молекулярна маса — 17 303.
| 10         |  | 20         |  | 30         |  | 40         |  | 50         |
| ---------- |  | ---------- |  | ---------- |  | ---------- |  | ---------- |
| MASSDIQVKE |  | LEKRASGQAF |  | ELILSPRSKE |  | SVPEFPLSPP |  | KKKDLSLEEI |
| QKKLEAAEER |  | RKSHEAEVLK |  | QLAEKREHEK |  | EVLQKAIEEN |  | NNFSKMAEEK |
| LTHKMEANKE |  | NREAQMAAKL |  | ERLREKDKHI |  | EEVRKNKESK |  | DPADETEAD  |

A: Аланін

D: Аспарагінова кислота

E: Глутамінова кислота

F: Фенілаланін

G: Гліцин

H: Гістидин

I: Ізолейцин

K: Лізин

L: Лейцин

M: Метіонін

N: Аспарагін

P: Пролін

Q: Глутамін

R: Аргінін

S: Серин

T: Треонін

Кодований геном білок за функцією належить до білків розвитку. 
Задіяний у таких біологічних процесах як диференціація, нейрогенез. 
Локалізований у цитоплазмі, цитоскелеті.